# 大引きの鼻

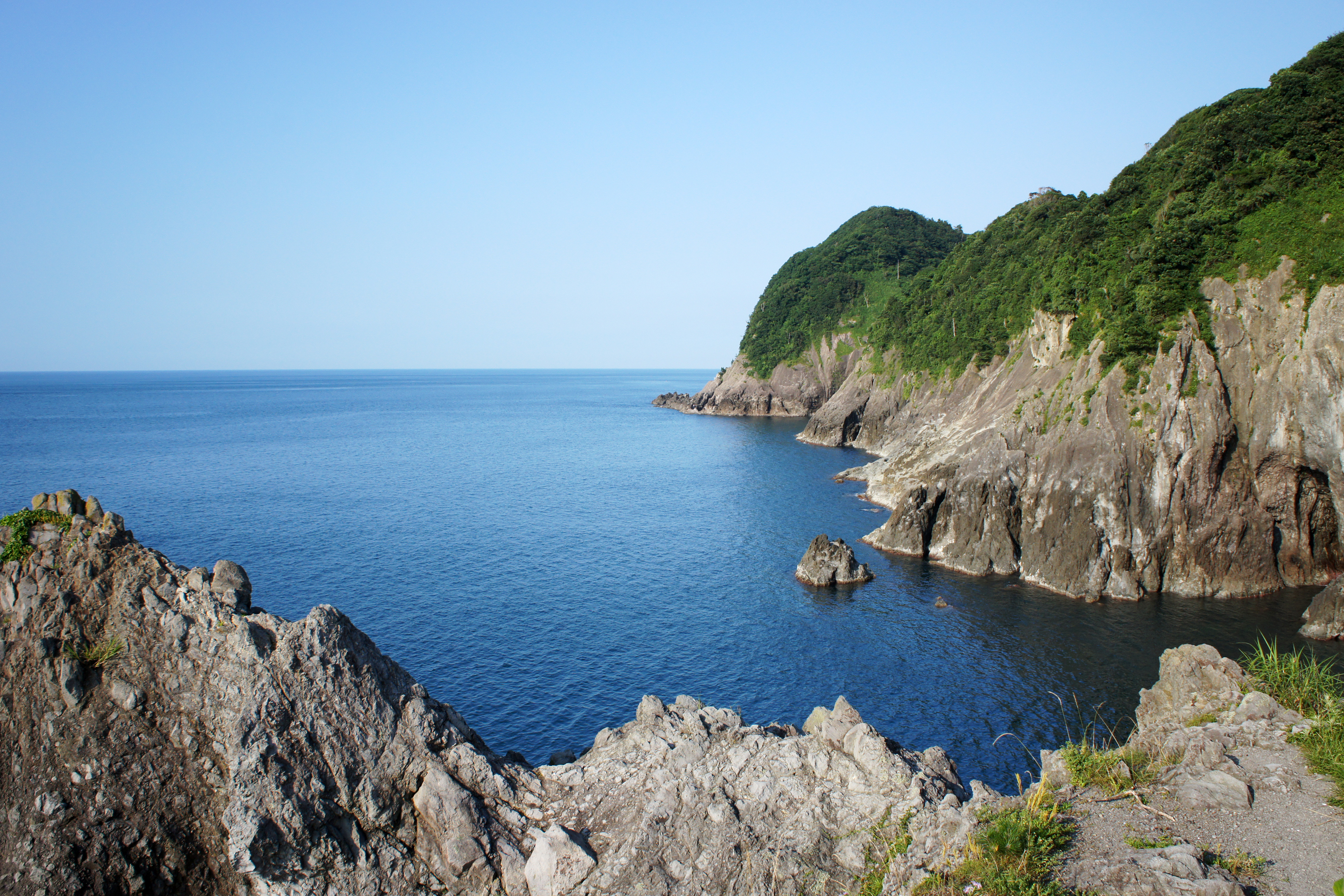
展望台から岬先端越しに東方を望む

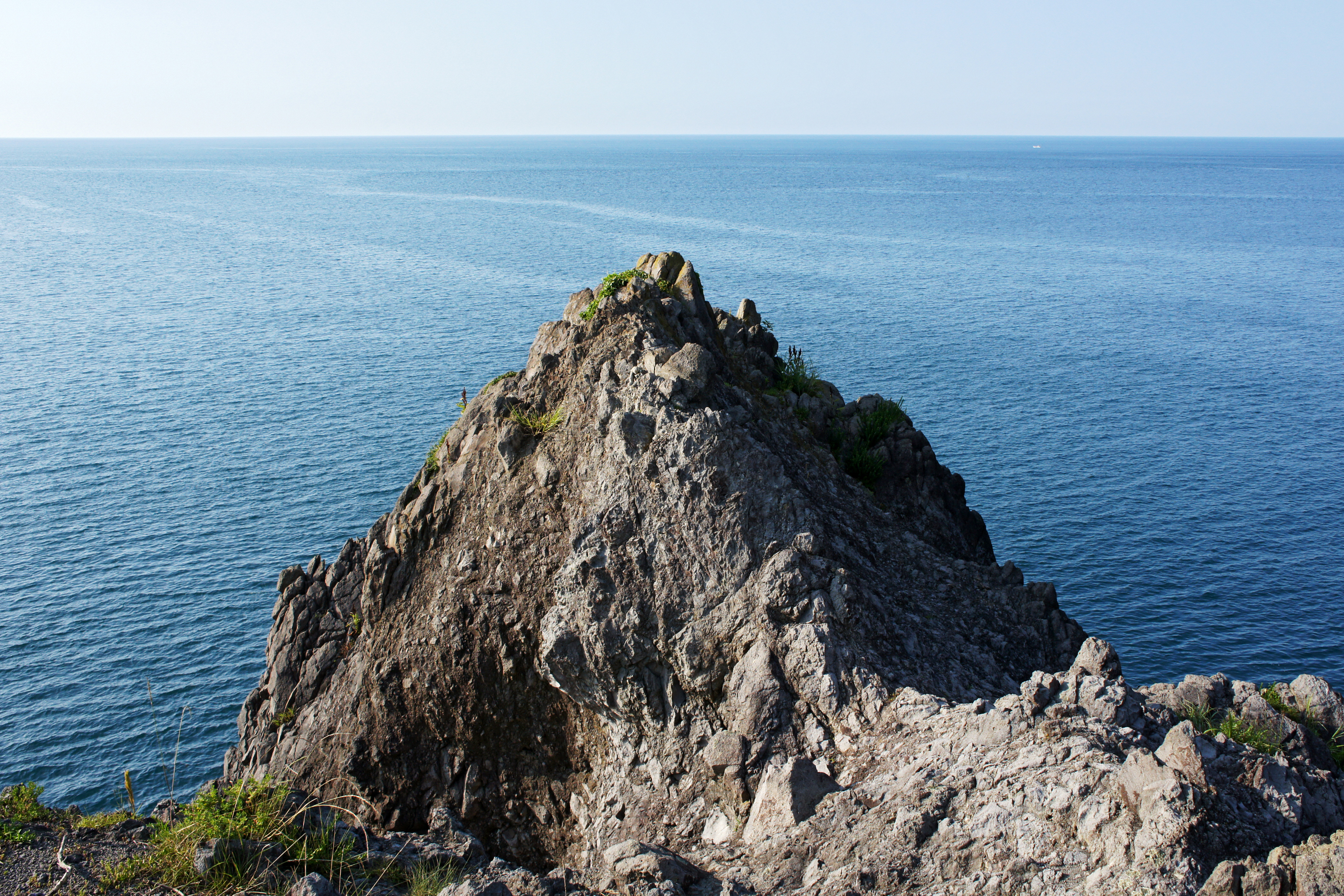
岬先端

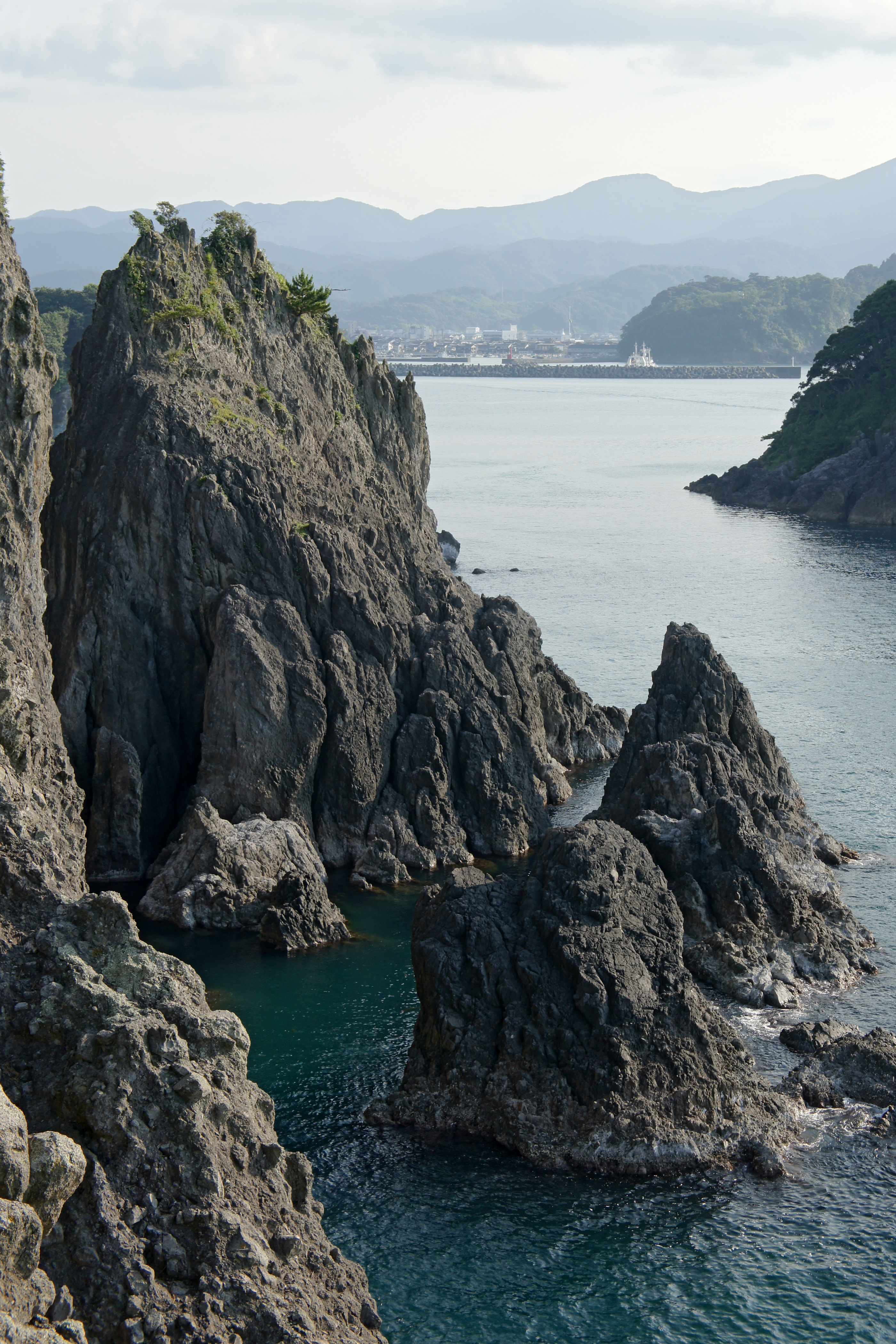
西岸基部。
但馬赤壁の先端

大引の鼻（おおびきのはな）は、兵庫県香美町北部、香住海岸今子にある断崖の岬。山陰海岸国立公園および山陰海岸ジオパークに属する。

## 概要
香住湾の東端に、北に向かって切立つ長さ約200メートルの岬で、安山岩の断層崩壊により形成されたとされる。海抜50メートルの岬先端に設けられた展望台からは日本海と複雑な形状の断崖が連続する香住湾の海岸線を一望できる。
岬の東側の基部は峡谷の地形を呈しており、海面近くに大引き洞門がある。西側の基部は今子浦と呼ばれる弓型の入り江になっており、その北東に聳える崖は但馬赤壁と呼ばれる約100mにわたる垂直の崖で、赤褐色の岩壁の色から『三国志』に登場する戦場の名に因んで命名されたとされる。 
当地は夕陽とゆうすげ、漁火の名所として知られる。

## 所在地・交通アクセス
- 所在地 - 〒669-6451 兵庫県美方郡香美町香住区境
- 交通アクセス - 山陰本線香住駅からバスで10分